# Cornelia Deiac
Cornelia Deiac (* 20. März 1988 in Oradea) ist eine rumänische Weitspringerin.
In ihrer bisherigen Karriere gewann sie die Bronzemedaille bei den vierten IAAF-Jugend-Weltmeisterschaften 2005 und wurde Sechste bei den Leichtathletik-Juniorenweltmeisterschaften 2006. Sie nahm an den Leichtathletik-Halleneuropameisterschaften 2009 teil, wo sie das Finale nicht erreichen konnte.
Ihre persönliche Bestweite war 6,61 m, gemessen im Juli 2009 in Kaunas.